# Johan Jacob Frissen
Johann Jacob Frissen OT (* 1. Mai 1645; † 8. Juni 1702 in Lüttich) war Priester des Deutschen Ordens.

## Leben
Nachdem Frissen in die Ballei Alden Biesen eingetreten war und in der Kommende Neuenbiesen zu Maastricht sein Noviziat absolviert hatte, legte er am 16. Oktober 1672 sein Ordensgelübde ab. Wohl auch weiterhin in Maastricht lebend, wurde er 1675 Küchenmeister und Ökonom der Landkommende Alden Biesen, was er bis 1677 blieb. Gleichzeitig besaß er eine Altarpfründe in Saint-Andre, wo ihn der Landkomtur am 17. Oktober 1677 zum Pfarrer nominierte. Durch den Papst zum Apostolischen Protonotar ernannt, wurde Frissen 1684 auch noch Kanoniker an der Stiftskirche Sint-Jan-Evangelist.